# Das Schweigen der Hammel
Das Schweigen der Hammel ist eine US-amerikanisch-italienische Filmkomödie aus dem Jahr 1994 von Ezio Greggio, der neben Billy Zane und Dom DeLuise auch eine Hauptrolle spielte.
Der Film parodiert im Wesentlichen die Handlungen der Filme Das Schweigen der Lämmer und Psycho, enthält aber auch zahlreiche Anspielungen auf weitere populäre Filme.

## Handlung
Der unerfahrene FBI-Agent Jo Dee Fostar soll eine Serie grauenhafter Morde aufklären. Die Morde ähneln in ihrer Ausführung denen des bereits inhaftierten Serienmörders Dr. Animal Cannibal Pizza, von dem sich Fostar Hinweise zur Lösung des Falles erhofft. Seine Hinweise führen Fostar schließlich zu einem geheimnisvollen Motel, aus dem in der Vergangenheit immer wieder Gäste verschwunden sind. Dort kommt es dann auch zum entscheidenden Duell zwischen dem Cop und dem Killer.

## Trivia
- Martin Balsam spielte bereits den Privatdetektiv in Psycho.
- Die Regisseure John Landis, Joe Dante, John Carpenter und Mel Brooks sind in Gastauftritten zu sehen.
- John Astin spielte in der Fernsehserie The Addams Family von 1964 bis 1966 den Gomez Addams, worauf er im Film anspielt ("Danke, mein eiskaltes Füßchen").
- Bubba Smith parodiert seine Rolle aus Police Academy.
- Als Produktionsgesellschaft tritt neben Silvio Berlusconi Communications die 30th Century Wolf auf, eine Anspielung auf die 20th Century Fox.
- Im Film wird auch eine Parodie des Michael-Jackson-Videos Thriller gezeigt.

## Kritik
„Der Film ist über Strecken minuziös den Originalen von Jonathan Demme und Alfred Hitchcock nachempfunden, kann aber sein satirisches Potential nicht ausschöpfen. Klamauk, Nummernrevuen und ein starker Hang zum Kalauer bestimmen weitgehend die Handlung.“

„Die hochkarätige Besetzung (u.a. Martin Balsam, Shelley Winters) und die Gastauftritte namhafter Regisseure (Joe Dante, John Carpenter) können es nicht verhindern: ‘Das Schweigen der Hammel’ ist eine müde, uninspirierte Möchtegern-Parodie.“

## Veröffentlichung
Die Premiere des Films fand am 11. März 1994 in Italien statt. Am 1. September 1994 lief der Film in den deutschen Kinos an. In den USA erschien er am 31. Januar 1995 als Videopremiere. Die Produktionskosten wurden auf 3 Mio. US-Dollar geschätzt.